# 雙類星體
雙類星體 (Twin QSO、Double Quasar或老忠實者) 也就是所知的SBS 0957+561，或TXS 0957+561 (也是Q0957+561或QSO 0957+561 A/B)。它是第一個被確認的重力透鏡的天體。

## 類星體
QSO 0957+561 A (SBS 0957+561 A) 和QSO 0957+561 B (SBS 0957+561 B) 是雙影像類星體的兩個元件，意思是在地球和類星體之間有個質量高度凝聚的天體彎曲了光線，使一個類星體在天空中出現兩個影像。這被稱為重力透鏡，是愛因斯坦時空彎曲的結果。這個類星體位於紅移 Z = z = 1.41 (87億光年)，而重力透鏡的星系位於 z = 0.355 (37億光年) 的距離上。做為透鏡的星系視直徑是0.42×0.22弧分，幾乎就在B影像之處，相距只有1弧秒。這個類星體在大熊座，位於NGC 3079北方10弧分處。天文資料服務SIMBAD和NASA/IPAC外星系資料庫 (NED)列出這個系統的其他幾個名稱。 
雙類星體的兩個影像相距6弧秒。兩個影像的視星等都是17等，At成分是16.7，B成分是16.5。兩個影像之間有417 ± 3 天的影像滯後。

## 透鏡
透鏡星系，YGKOW G1 (以前稱為G1或Q0957+561 G1)，是一個巨大的橢圓星系 (分類為cD)，位於一個對這個透鏡也有貢獻的星系團內。

### 可疑的行星
R. E. Schild於1996年在A瓣發現一個引發爭議的微透鏡事件，在不確定的理論中被認為是在透鏡星系內三顆類似地球大小的行星造成。這個推測無法獲得證實，因為導致這個發現的對準機會永遠不會再度發生。而如果這是可以確認的行星，它們將成為所知距離最遙遠的行星。

## MECO的可能性
R. E. Schild宣稱此一事件的發現顯示Q0957+561的核心不是一個超大質量黑洞，他認為所有的類星體都是這樣，只是磁層永塌縮體。Schild在哈佛-史密松天體物理中心的團隊發現兩極的噴流源自距離中心8,000天文單位之處，並橫越1,000天文單位的距離，並且"這個類星體的動態似乎是依靠內部核心的磁場在主導，轉動的超大質量緻密天體" (R. E. Schild)。吸積盤終止於距離中心2,000天文單位處，並且在內部的邊緣有著強烈的輻射。

### 引文
1. ↑  Kundic, T., Turner, E.L., Colley, W.N., Gott, III, R., and Rhoads, J.E., ``A robust determination of the time delay in 0957+561A,B and a measurement of the global value of Hubble's constant, Astrophys. J., 482, 75-82, (1997).
2. ↑  .   [2011-03-04]. （原始内容存档于2011-07-19）.
3. ↑  New Scientist (issue 2037), Do alien worlds throng faraway galaxy? （页面存档备份，存于） Govert Schilling 06 July 1996
4. ↑  Mysterious quasar casts doubt on black holes （页面存档备份，存于） - New Scientist, July 27, 2006.
5. ↑  Research Sheds New Light On Quasars （页面存档备份，存于） - SpaceDaily July 26, 2006.

## 外部連結
- Q0957+561: Die historisch erste Linse mit Quasar - The University of Cologne.
- Q0957+561 （页面存档备份，存于） - CCD Image Based on 45-min total exposure - March/2007.
- Q0957+561 A,B （页面存档备份，存于）